# The Man at the Wheel
The Man at the Wheel è un cortometraggio muto del 1916 diretto da Frank Wilson.

## Trama
Una ragazza si finge un autista per poter conquistare un uomo fidanzato.

## Produzione
Il film fu prodotto dalla Hepworth.

## Distribuzione
Distribuito dalla Hepworth, il film - un cortometraggio in una bobina - uscì nelle sale cinematografiche britanniche nel febbraio 1916.
Fu distrutto nel 1924 dallo stesso produttore, Cecil M. Hepworth. Fallito, in gravissime difficoltà finanziarie, Hepworth pensò in questo modo di poter almeno recuperare il nitrato d'argento della pellicola.